# Fernando Mañé Garzón
Fernando Mañé Garzón (Montevideo, 24 de enero de 1925-Montevideo, 23 de enero de 2019) fue un médico, profesor e historiador uruguayo.

## Biografía
Cursó estudios secundarios en Montevideo y en Francia y luego se graduó en medicina en la Facultad de Medicina (Universidad de la República)  en 1954. Fue discípulo de destacados investigadores de Uruguay como Clemente  Estable, Ergasto H. Cordero y Francisco A. Sáez.
Estuvo al frente de la Subdirección del Museo Nacional de Historia Natural donde realizó investigaciones que se vieron reflejadas en profusas publicaciones.
Realizó  estudios  biológicos  en  París  (Laboratorie  des  Etres  Organises,  Prof.  Davidoff),  de posgraduado  en  Clínica  Pediátrica  (Cátedra  de Pediatría Prof. Robert Debré) y en Genética Clínica con el Profesor Maurice  Lamy, siendo nombrado Asistent Extranger des Hospitaux de París. 
Entre 1966 y 1985 fue profesor titular de Zoología Invertebrados de la Facultad de Humanidades y Ciencias sucediendo a su maestro Ergasto H.  Cordero, fue junto a Raúl Vaz Ferreira y Carlos S. Carbonell uno de los creadores de la investigación zoológica en el Uruguay. 
Entre sus hallazgos se destaca la descripción de un nuevo phylum del reino animal, Mesoneurophora, que  ha concretado en una monografía con su discípulo Raúl Montero, dando las razones filogenéticas de dicha creación morfológico-evolutiva.
En 1957 junto a su maestro José María  Portillo creó una escuela pediátrica y entre  1971 y 1984 integró la Clínica Ginecológica B a cargo inicialmente de Juan José Crottogini.
Fue pionero, junto a la Profesora Renee Kolski, de la investigación en genética clínica en el país creando la cátedra de Genética de la Facultad de Medicina. Se destacan sus investigaciones sobre endocrinología neonatal, una nueva etiología de ictericia del recién nacido, errores congénitos del metabolismo, fiebre reumática y corea de Sydenham, causas de muerte fetal, neonatal y postnatal, hematohidrosis, una nueva etiología de la parálisis facial, etc. Después de 1973 será Jefe de Pediatría de la DGSS y del Centro de 
Asistencia del SMU, siendo múltiples sus actividades en investigación. 
Desde 1985 ocupó la Dirección del Departamento de Historia de la Medicina de la Facultad de Medicina de la Universidad de la República.

## Obras
- Pedro Visca: fundador de la clínica médica en el Uruguay.  Montevideo: Barreiro, 1983.
- Federico Susviela Guarch: (1851-1928). Discípulo de Virchow y primer patólogo uruguayo. Fernando Mañé Garzón, Ángel Ayestarán. Montevideo: Facultad de Medicina. Sección Historia de la Medicina, 1991.
- Teodoro M. Vilardebó 1803-1857: Primer Médico Uruguayo   Montevideo: Academia Nacional de Medicina del Uruguay, 1989.
- El gringo de confianza: memorias de un médico alemán en Montevideo, entre el fin de la Guerra del Paraguay y el Civilismo 1867-1892. Fernando Mañé Garzón, Ángel Ayestarán: su actuación obstétrica y quirúrgica por Ricardo Pou Ferrari. Montevideo: Laboratorios Roemmers, 1992.
- Enrique M. Estrázulas, 1848-1905: nuestro primer pediatra. Pintor y amigo de José Martí.   Montevideo: Facultad de Medicina. Sección Historia de la Medicina, 1992.
- No es para tanto, mi tío! El doctor Henrique Muñoz y su época: 1820 - 1860. Fernando Mañé Garzón, Ángel Ayestarán. Montevideo: s.d., 1995.
- Sin dejar de ser Socrático. Montevideo: El País, 1995.
- Publicaciones médicas uruguayas de los siglos XVIII y XIX (et. al.). Montevideo: Oficina del Libro AEM, 1996.
- Informe de la labor realizada por el Departamento de Historia de la Medicina de la Facultad de Medicina durante los años 1995-1996 (et. al.). Montevideo: Facultad de Medicina. Sección Historia de la Medicina, 1998.
- Historia de la Fisiología en el Uruguay (et. al.). Montevideo: Oficina del Libro AEM, 2000.
- El glorioso montevideano: vida y obra del doctor José Manuel Pérez Castellano (1742-1815). Montevideo: Archivo General de la Nación, 2003.
- Juan B. Morelli: en la historia de la medicina uruguaya (et. al.). Montevideo: El Toboso, 2004.
- Biodiversidad y taxonomía: presente y futuro en el Uruguay (et. al.). Montevideo: UNESCO, 2005.
- Historia de la ciencia en el Uruguay: Primera mitad del siglo XIX. Montevideo: Universidad de la República, 2005.
- El cuarteto de urgencia: historia de la cirugía de urgencia en el Uruguay 1902-1952 (et. al.). Montevideo: Ediciones de la Plaza, 2005.
- Médicos uruguayos ejemplares (et. al.).  Montevideo: Facultad de Medicina, 2006.
- Clínica viva: historia, humanismo, ciencia. Montevideo: UTU, 2006.
- Olvidos atraviesa el recuerdo: cartas, ensayos, prólogos y semblanzas.   Montevideo: Ediciones de la Plaza, 2009.
- José Máximo Carafí. Ricardo Pou Ferrari, Fernando Mañé Garzón. Montevideo: Plus Ultra, 2009
- Historia de la genética clínica en el Uruguay (et. al.).  Montevideo: Oficina del Libro FEFMUR, 2010.
- El Doctor Julepe. Ricardo Pou Ferrari, Fernando Mañé Garzón. Montevideo: Plus Ultra, 2012.

## Artículos
- “En el centenario de los Anales de la Universidad: 1881-1991”. Cuadernos de Marcha. 3a. época, año VII, nro.68, 1992. Disponible en http://www.biur.edu.uy/F